# Rémering
Rémering és un municipi francès, situat al departament del Mosel·la i a la regió del Gran Est. L'any 2007 tenia 434 habitants.

## Demografia

### Població
El 2007 la població de fet de Rémering era de 434 persones. Hi havia 176 famílies, de les quals 40 eren unipersonals (12 homes vivint sols i 28 dones vivint soles), 52 parelles sense fills, 76 parelles amb fills i 8 famílies monoparentals amb fills.
La població ha evolucionat segons el següent gràfic:
Habitants censats

### Habitatges
El 2007 hi havia 206 habitatges, 175 eren l'habitatge principal de la família, 17 eren segones residències i 15 estaven desocupats. 188 eren cases i 17 eren apartaments. Dels 175 habitatges principals, 157 estaven ocupats pels seus propietaris, 16 estaven llogats i ocupats pels llogaters i 2 estaven cedits a títol gratuït; 5 tenien dues cambres, 14 en tenien tres, 21 en tenien quatre i 135 en tenien cinc o més. 151 habitatges disposaven pel capbaix d'una plaça de pàrquing. A 57 habitatges hi havia un automòbil i a 97 n'hi havia dos o més.

### Piràmide de població
La piràmide de població per edats i sexe el 2009 era:
| Homes | Edats   | Dones |
| ----- | ------- | ----- |
| 0     | 95 o +  | 0     |
| 0     | 90 a 94 | 8     |
| 4     | 85 a 89 | 8     |
| 4     | 80 a 84 | 16    |
| 12    | 75 a 79 | 12    |
| 12    | 70 a 74 | 12    |
| 12    | 65 a 69 | 8     |
| 4     | 60 a 64 | 4     |
| 0     | 55 a 59 | 4     |
| 24    | 50 a 54 | 20    |
| 24    | 45 a 49 | 12    |
| 32    | 40 a 44 | 16    |
| 16    | 35 a 39 | 16    |
| 32    | 30 a 34 | 24    |
| 8     | 25 a 29 | 8     |
| 16    | 20 a 24 | 16    |
| 12    | 15 a 19 | 28    |
| 4     | 10 a 14 | 4     |
| 20    | 5 a 9   | 12    |
| 8     | 0 a 4   | 12    |

## Economia
El 2007 la població en edat de treballar era de 298 persones, 197 eren actives i 101 eren inactives. De les 197 persones actives 176 estaven ocupades (108 homes i 68 dones) i 21 estaven aturades (10 homes i 11 dones). De les 101 persones inactives 25 estaven jubilades, 23 estaven estudiant i 53 estaven classificades com a «altres inactius».

### Ingressos
El 2009 a Rémering hi havia 191 unitats fiscals que integraven 473 persones, la mediana anual d'ingressos fiscals per persona era de 19.367 €.

### Activitats econòmiques
Dels 4 establiments que hi havia el 2007, 1 era d'una empresa extractiva, 1 d'una empresa de comerç i reparació d'automòbils, 1 d'una empresa de serveis i 1 d'una empresa classificada com a «altres activitats de serveis».
L'únic servei als particulars que hi havia el 2009 era un saló de bellesa.
L'any 2000 a Rémering hi havia 4 explotacions agrícoles.

## Equipaments sanitaris i escolars
El 2009 hi havia una escola elemental integrada dins d'un grup escolar amb les comunes properes formant una escola dispersa.

## Poblacions més properes
El següent diagrama mostra les poblacions més properes.